# Blattschuss

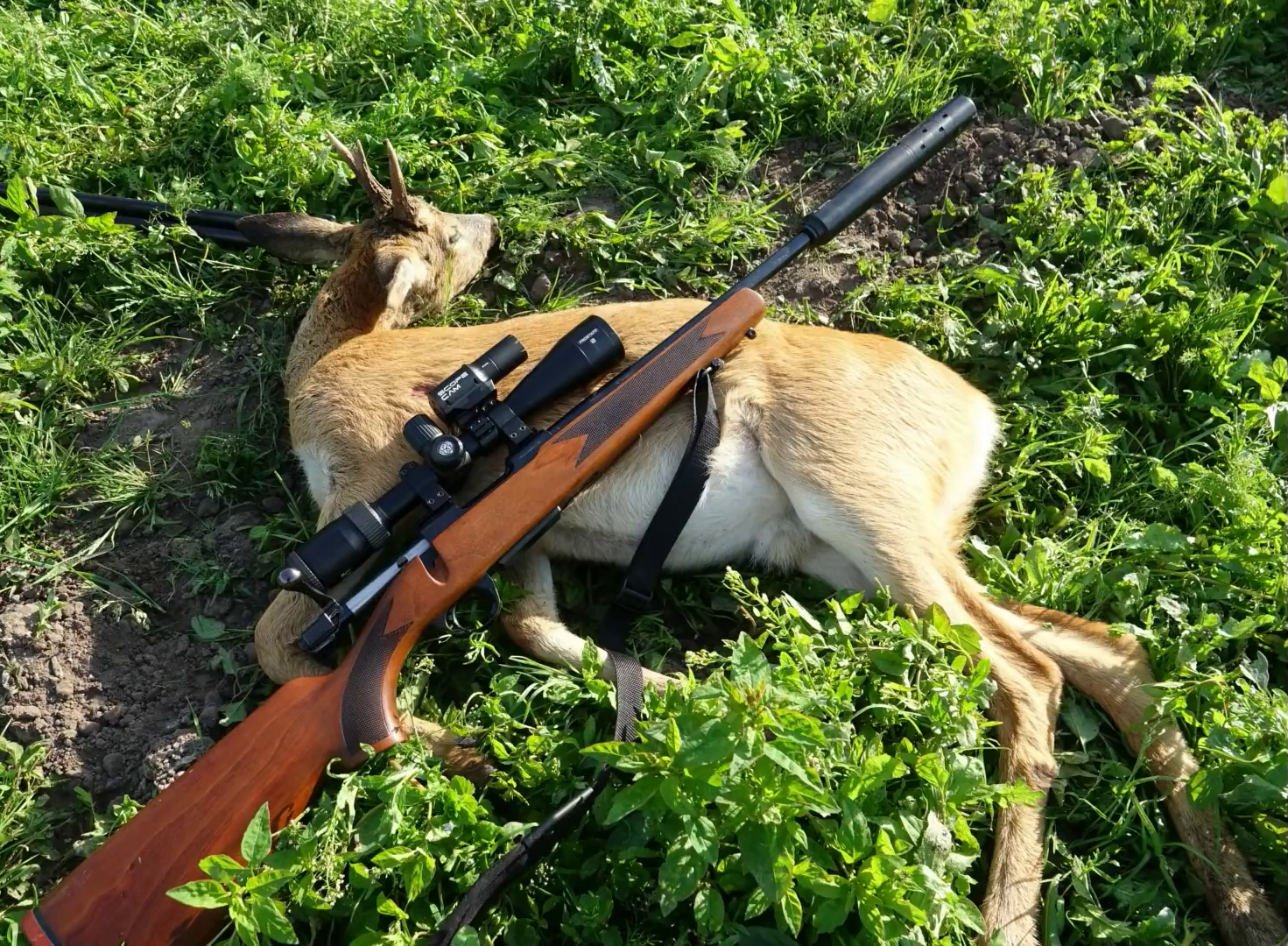
Mit Blatt- bzw. Kammerschuss erlegter Rehbock zusammen mit dem dabei verwendeten Repetiergewehr – am Schulterblatt oberhalb des Zielfernrohrs ist die Einschusswunde erkennbar

Als Blattschuss wird in der Jägersprache seit dem 19. Jahrhundert ein Schuss bezeichnet, der im Bereich des Schulterblattes bzw. knapp dahinter in den Brustkorb des Wildkörpers trifft. Obwohl die Bezeichnung „Blattschuss“ einen Treffer in das Schulterblatt nahelegt, wird ein solcher Schuss möglichst vermieden, um nicht das Wildbret der Vorderkeulen unbrauchbar werden zu lassen. Beim Blattschuss wird vielmehr versucht, das Wild knapp hinter dem Schulterblatt in den Brustkorb, jägersprachlich die „Kammer“, zu treffen, weswegen auch der anatomisch eindeutigere Begriff Kammerschuss gebräuchlich ist.

## Wirkung
Beim Blatt- bzw. Kammerschuss verletzt respektive zerstört das Projektil im Brustkorb liegende Organe, insbesondere Herz, Lunge und/oder große Blutgefäße. Wenn der Schuss das Tier nicht unmittelbar tötet, so führt der Blutdruckabfall und das Kollabieren der Lunge (Pneumothorax) typischerweise innerhalb weniger Sekunden zur Bewusstlosigkeit und schließlich zum Tod des Tieres. Während dieser Zeitspanne kann das getroffene Tier unter Umständen noch größere Fluchtstrecken zurücklegen, was eine Nach- bzw. Totsuche erforderlich machen kann.
Der Blatt- bzw. Kammerschuss gilt bei der Jagd aufgrund der vergleichsweise schnellen Tötungswirkung und zugleich geringen Entwertung von Wildbret generell als ein guter Treffer. Im übertragenen Sinn wird das Wort Blattschuss daher in der Allgemeinsprache auch synonym zum Begriff Volltreffer verwendet („der Staatsanwalt landete mit diesem Zeugen einen Blattschuss“).